# ネルソン・ロックフェラー
ネルソン・アルドリッチ・ロックフェラー（Nelson Aldrich Rockefeller、1908年7月8日 - 1979年1月26日）は、アメリカ合衆国の実業家、政治家。ニューヨーク州知事及び第41代アメリカ合衆国副大統領。愛称はロッキー（Rocky）。

## 初期の経歴
1908年7月8日、メイン州バー・ハーバーで生まれる。ジョン・ロックフェラー2世の次男で、姉が1人、その後、弟が3人生まれた。父方の祖父はスタンダード石油の創業者ジョン・ロックフェラー、母方の祖父は共和党保守派の実力者、ネルソン・W・オルドリッチ上院議員（ロードアイランド州選出）である。またアーカンソー州知事を務めた（1967年-1971年）ウィンスロップ・ロックフェラーは四男、チェース・マンハッタン銀行のCEOを務めたデイヴィッド・ロックフェラーは五男で末弟である。ジェイ・ロックフェラー上院議員（民主党、ウェストヴァージニア州選出、1985年-）は兄ジョン・ロックフェラー3世の子で、甥に当たる。映画監督ロバート・アルドリッチは従弟。
1930年にダートマス大学を卒業、その後家業に従事することとなる。特にベネズエラでの石油採掘に大きく関わった。第二次世界大戦中に、フランクリン・ルーズベルト大統領によってラテンアメリカ担当の国務次官補に任命されたが、これはベネズエラでの経歴を買われてのことだった。続くトルーマン政権でも国際開発に関する顧問を務める。
1953年に同じ共和党員のドワイト・アイゼンハワーが大統領に就任すると、外交問題担当の顧問、政府組織に関する大統領顧問委員会の委員長、保健教育福祉次官を歴任し、アイゼンハワー大統領の側近として活躍した。
1956年にロックフェラーは連邦政府の役職から退き、ニューヨーク州での政治活動に専念するようになった。

## ニューヨーク州知事

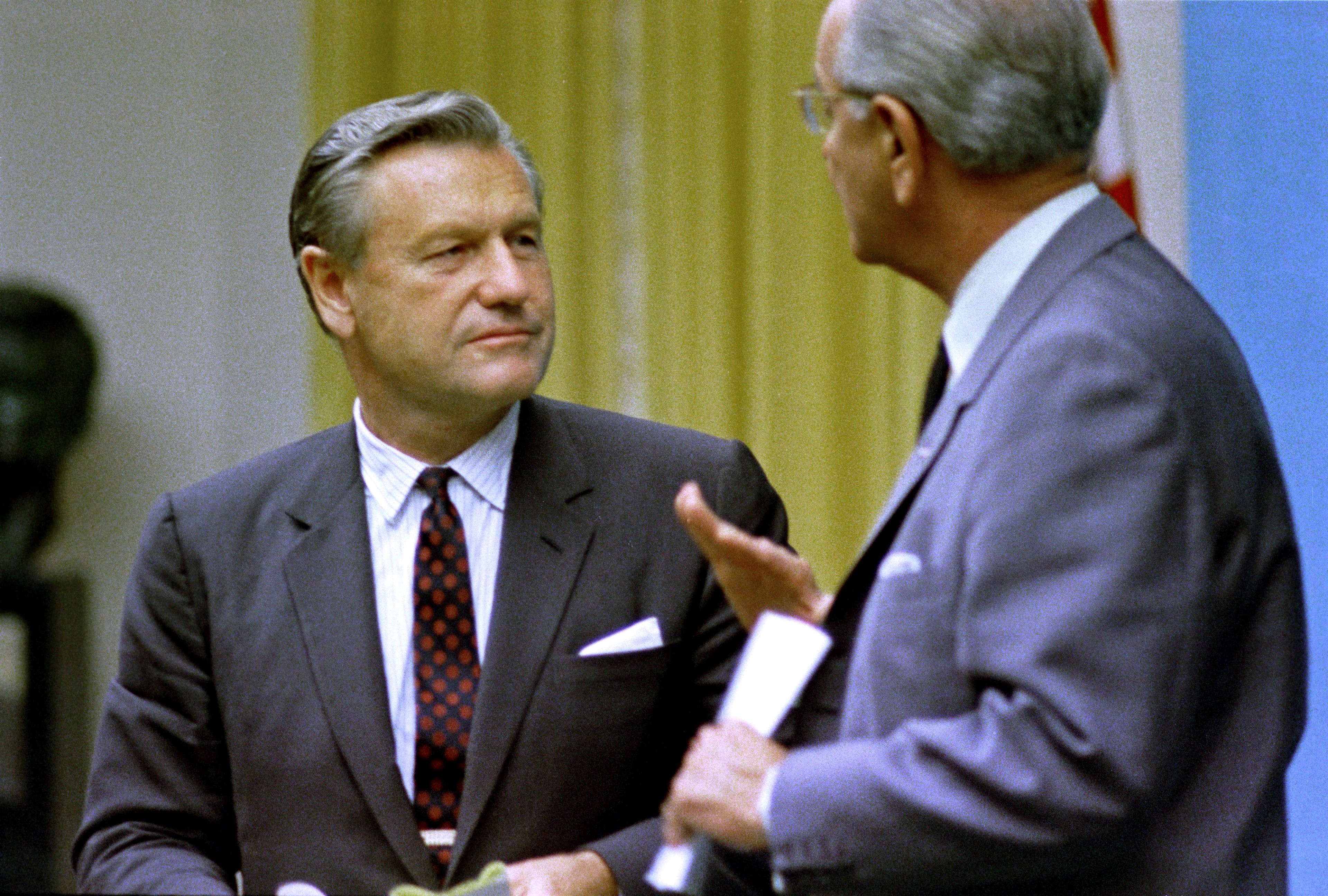
1968年。ニューヨーク州知事時代にリンドン・ジョンソン大統領と会見するロックフェラー

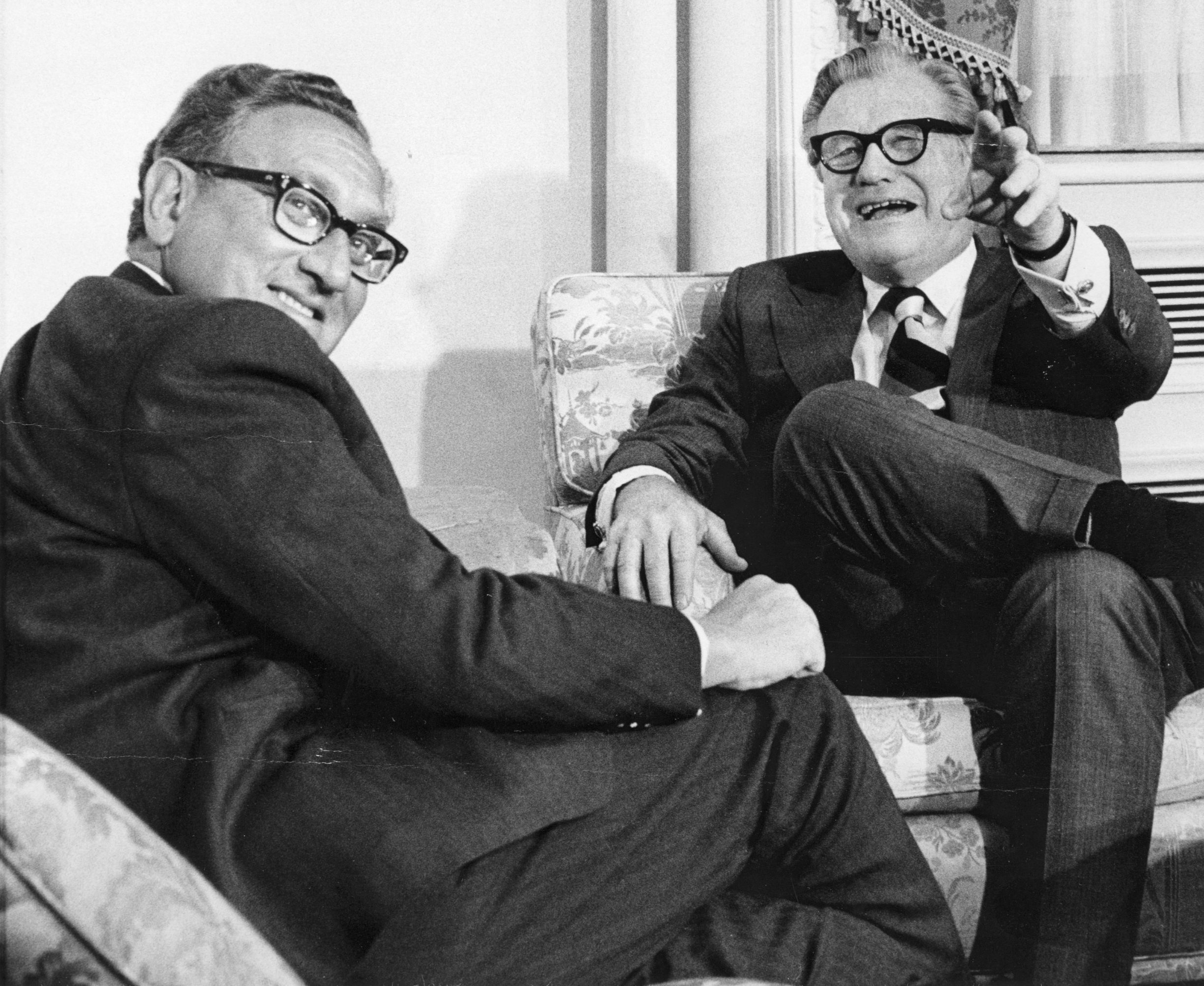
1975年1月3日。副大統領ロックフェラー（右側）と国務長官ヘンリー・キッシンジャー

1958年のニューヨーク州知事選で、ロックフェラーは民主党現職のW・アヴェレル・ハリマンを破って当選し、1959年にニューヨーク州知事に就任した。ロックフェラーは1973年まで知事を務めた。知事として彼は教育政策の拡充に努め、ニューヨーク州立大学を全米最大の公立大学に育てた。また、都市部の人口増加に対応し、ニューヨーク州都市開発公社 (New York State Urban Development Corporation、UDC) を設立するなど、都市部の開発を強力に推進し、高速道路網や低所得者向けの公営住宅を整備した。加えてニューヨーク市の交通システムを管理する機構の改革を実施した。
一方で、ロックフェラーは麻薬の取締りに力を入れ、コカインなど特定の麻薬の所持の量刑を第2級殺人とほぼ同じにするなど、麻薬を厳しく取り締まる一連の立法を行った。これらの法律はロックフェラー麻薬法と一般に総称され、全米でも最も厳しい麻薬取締法として有名であった。また1971年にアッティカ刑務所で囚人の暴動（アッティカ刑務所暴動）が発生した際には、州兵を送ってこれを鎮圧する毅然とした姿勢を示した。
外交政策における反共主義の立場から、ロックフェラーはニクソン政権のベトナム、カンボジアにおける政策を強く支持した。このことは当時多くの活動家から非難された。

## 大統領選への挑戦
しかしながら、ロックフェラーの最大の目標はアメリカ合衆国大統領に就任することであった。この目標のために彼は1960年、1964年、1968年の三度にわたって共和党の大統領候補指名を模索した。だが、1960年には現職副大統領にして最有力候補のリチャード・ニクソンが指名を獲得した。
1964年には最有力候補と看做されるが、彼自身の離婚問題もあってバリー・ゴールドウォーター上院議員との激しい指名争いの末、指名獲得に失敗した。1964年の指名争いは、西部を基盤とする保守派のゴールドウォーターが、東部を基盤とする代表である穏健派のロックフェラーを破ったことで、共和党内の主導権が、東部基盤の穏健派から西部（後に南部も加わる）基盤の保守派へ移る契機となったと一般に考えられている。
1968年には一度不出馬及びジョージ・ロムニーミシガン州知事の支持を表明したロックフェラーだが、キング牧師の暗殺を契機に出馬表明をした。だが、再びニクソンの前に敗れた。1968年の大統領選挙で、ヴェトナム反戦、即時撤退を訴える多くの候補者が脚光を浴びた。ユージーン・マッカーシー、ロバート・ケネディ両上院議員はその代表格である。しかし、反共主義者でもあったロックフェラーは一切戦争への反対を訴えず、北ヴェトナム、南ベトナム解放民族戦線（ベトコン）との交渉のみを訴えた。

## 副大統領職

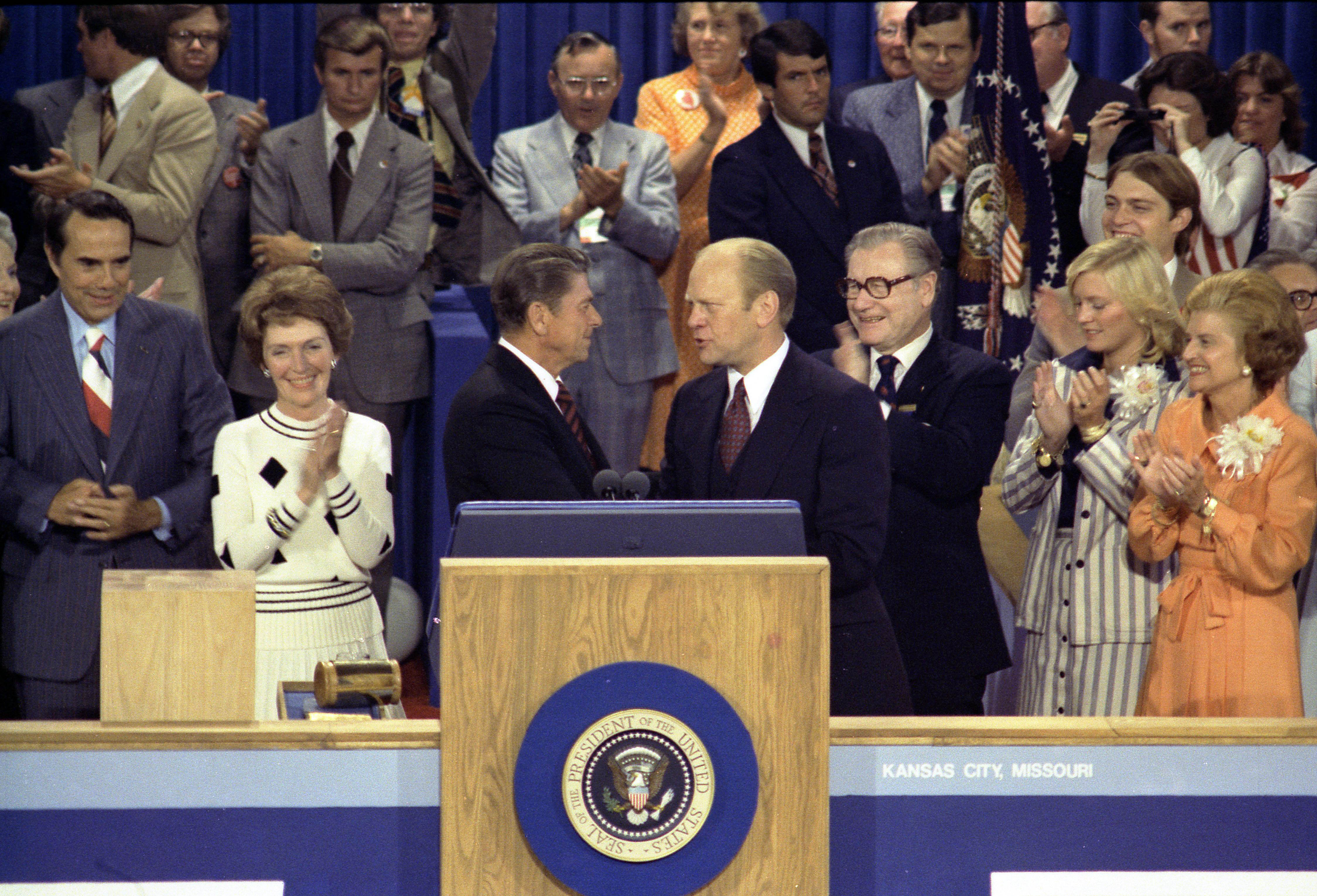
1976年の共和党全国大会において（左からボブ・ドール、ナンシー・レーガン、ロナルド・レーガン、ジェラルド・フォード、ロックフェラー、スーザン・フォード、ベティ・フォード）。

1974年にリチャード・ニクソン大統領が辞任し、ジェラルド・フォード副大統領が大統領に昇格した。同時にロックフェラーは、フォード大統領により副大統領に指名された。彼は12月10日に上院で、19日に下院でそれぞれ承認された。これによりロックフェラーは、合衆国憲法修正第25条により副大統領に就任した2人目の人物となった。
ニューディール期以降、大統領の権限の拡大が続く中、特に1960年代には大統領やその側近への権限の集中が進んだ。ニクソン政権下ではこうした傾向が最高潮に達したとされ、ウォーターゲート事件の影響もあって帝王的大統領制（Imperial Presidency）であると非難を浴びた。フォード大統領がニューヨーク州知事を4期務めた大物、ロックフェラーを副大統領に指名したことは、副大統領への権限の移譲を視野に入れてのことだと当時は言われた。特にロックフェラーは、国内政策に関して大きな役割を果たすものと考えられていた。だが、ドナルド・ラムズフェルド大統領首席補佐官（1975年から国防長官）をはじめとした大統領の側近グループは、ロックフェラーの権限の強大化を恐れ、また路線対立もあって副大統領が政策に影響を与えることを抑制した。この結果、ロックフェラーは予想された大きな役割を果たすことができなかった。
1976年の大統領予備選で、フォード大統領は保守派のロナルド・レーガン前カリフォルニア州知事の厳しい挑戦を受け、かろうじて指名を獲得した。ロックフェラーは予備選でレーガンを支持する保守派からリベラルであると看做され、批判を受けていたこともあって、1975年11月に翌年の大統領選挙で副大統領候補としての指名を求めないことを明言した。代わりにロバート・J・ドール上院議員が副大統領候補に指名された。フォード大統領がこの年の大統領選で敗れると、ロックフェラーも1977年に副大統領職を去った。

## 死
1979年1月26日、心臓発作で急死した。70歳没。後にこれが愛人宅における腹上死だったことが公になり大騒動になった。ロックフェラーの心臓発作に動転した愛人が、浮気発覚を恐れて友人宅などに電話をするなどして時間を浪費、救急通報が約1時間も遅れたことが命取りとなった。
遺体はニューヨーク州ハーツデール近くのファーンクリフ墓地で火葬された。1月29日、家族と親しい友人が集まり、ニューヨーク州スリーピーホローにあるロックフェラー家の私有墓地に彼の遺灰を散布した。2月2日にアッパー・マンハッタンのリバーサイド教会で追悼式が行われ、ジミー・カーター大統領や元国務長官ヘンリー・キッシンジャーを始め、2,200人が参列した。

## 共和党穏健派のリーダー
彼は自らの立場を「人間に関する問題では、私はリベラルだ。一方経済と財政政策に関する問題では、私は保守主義者だ。」としている。公民権運動に同情的で、人種差別の撤廃を積極的に支持した。他の大半の共和党員と同じく、南部諸州における人種隔離政策に終止符を打ち、人種間の法的な平等を保証する1964年公民権法を支持した。ロックフェラーは一般に共和党内の穏健派の代表格と考えられている。すなわち、社会問題でリベラルな姿勢をとった。彼のように社会政策に関してはリベラルで、他の問題ではおおむね他の党員と見解を一にする共和党員を「ロックフェラー・リパブリカン」と呼んだ。
しかしロックフェラーは他の分野では他の共和党員と同じ考えを持った。すなわち、政府の市場経済への必要以上の介入に反対し、低い税率、簡素で公平な税制、財政均衡、「小さな政府」を少なくとも表面上は支持した。また「ロックフェラー麻薬法」、アッティカ刑務所暴動に見られるように「法と秩序」の問題では他の共和党員同様強硬で毅然としたスタンスを取った。加えて反共主義者であり、「冷戦の闘士（Cold Warrior)」、タカ派としての一面もあった。ちなみにヘンリー・キッシンジャーは、1968年のキャンペーンにおけるロックフェラーの顧問であった。
ロックフェラーは知事としての任期中、3度増税し、支出を拡大させたと保守派から批判されたが、当時の州知事は、例えばロナルド・レーガンのような人物でも全員支出を拡大させ、増税を行った。従って、この事をもってロックフェラーが「大きな政府」を支持していると批判することは的を射ていない。

## 私生活
ロックフェラーはモダンアートの収集家として著名であった。彼の母はニューヨーク近代美術館の設立に大きく関わり、息子のネルソン自身も母親の活動を引き継いだ。彼の息子マイケル・ロックフェラーは人類学者となったが、探検先のニューギニアで行方不明となった。ロックフェラーは、マイケルが世界各地で集めた美術品をメトロポリタン美術館に寄贈した。ネルソンはまたロックフェラー財団を通じた慈善事業家としても著名であった。